# Gorman, North Carolina
Gorman är en ort i Durham County i delstaten North Carolina, USA.